# Střední škola technická a ekonomická Brno, Olomoucká
Střední škola technická a ekonomická, Brno, Olomoucká 61 (dříve Integrovaná střední škola - Centrum odborné přípravy) je střední škola ležící v Brně-Černovicích. Současným ředitelem školy je Ing. Zdeněk Pavlík. Počet žáků každoročně přesáhne 1200.

## Historie školy
Škola vznikla v roce 1931, kdy byly Ministerstvem školství a osvěty schváleny Stanovy odborné učňovské školy pro živnosti československé Zbrojovky a.s. v Brně. První „Tovární učňovská škola pro živnosti československé Zbrojovky a.s.“ sídlila na ulici Šumavská, později přešla na Lazaretní ulici.
V roce 1989 se dosavadní Střední odborné učiliště, teď už se sídlem na Olomoucké ul. č. 61, změnilo na Integrovanou střední školu. Škola vyučuje jak maturitní obory, tak i učební obory.

## Ocenění školy
Střední škola technická a ekonomická Brno, Olomoucká, příspěvková organizace získala v roce 2016 titul Střední roku v internetové anketě, která porovnává zpětné vazby od studentů po České republice. Škola mimo jiné dvakrát vyhrála anketu Škola doporučovaná zaměstnavateli.